# Карл-Орланд (12-й Дофін)
Карл-Орланд (нар. 11 жовтня 1492, Плессі-ле-Тур — 16 грудня 1495, Амбуаз) — перша дитина і перший син Карл VIII і його другої дружини Анни Бретонською. З народження носив титул дофіна.

## Біографія

### До народження
|                     |  |
| батьки Карла-Орлана |  |

Шлюб Карла і Анни відбувся в грудні 1491, менш ніж за рік до народження дофіна. Королю був вкрай потрібен спадкоємець престолу. Через кілька місяців Анна погодилась зачати дитину. Усі сподівалися на те, що Анна завагітніє. Всі надії здійснилися — королева завагітнила, і король Карл VIII не міг стримувати свою радість. Восени 1492 року у замку Плессі-ле-Тур спеціально все було організовано для пологів — підготовлені меблі, постільна білизна, посуд із золота і срібла.

### Народження і життя
У королеви почалися перейми в ніч на 10 жовтня. Пологи приймали королівські лікарі та акушерки. З нею був Карл, який незабаром втратив свій спокій. Однак, все пройшло добре, і о четвертій годині ночі Анна народила здорового хлопчика, який був названий зрештою Карлом-Орландом.
Ім'я принца стало предметом розбрату. Його батьки і хрещена мати, Жанна де Лаваль, вдова короля Рене, хотіли назвати Орландо, на честь героя Пісні про Роланда. Однак куми Людовик, герцог Орлеанський і П'єр II, герцог Бурбон навідріз відмовився дати майбутньому королю Франції іноземне ім'я і хотіли назвати його на честь предків: Людовік, Філіп або Карл. Нарешті, після трьох днів сперечань був досягнутий компроміс: дофіна буде Карлом-Орландом. Хрещення відбулося 13 жовтня. Дофін, одягнений у золоті тканини, був занесений у церкву Святого Іоанна, принц був хрещений у купелі. Карл VIII благословив Карла-Орланда. Анна Бретонська, ще не оговталася після пологів, не була присутня на хрещенні.
Карл-Орланд був здоровою і енергійною дитиною, виріс сильним, вільно говорив з трьох років. У нього був світлий колір шкіри, чорні очі та пухке волосся. Коли йому виповнилося 18 місяців, його відправили до Амбуазу, під нагляд двох вихователів, і в оточення безлічі слуг. Він був гордістю і радістю своїх батьків. Його мати в ньому душі не шкодувала, купувала йому численні подарунки. Його батько називав найкрасивішим з дорогоцінних каменів. Обидва наполягали на тому, щоб їм постійно доповідали про його здоров'я і його прогрес.
Король також визначив ряд заходів для того, щоб захистити свого спадкоємця. Полювання в лісі Амбуаза було заборонено. У місті контролювали чотири ворота, а інші позакривали, щоб легше відстежувати приїжджих і контролювати населення міста. Лучники були розміщені в стратегічних точках замку, а малюк був постійно під наглядом.

## Смерть

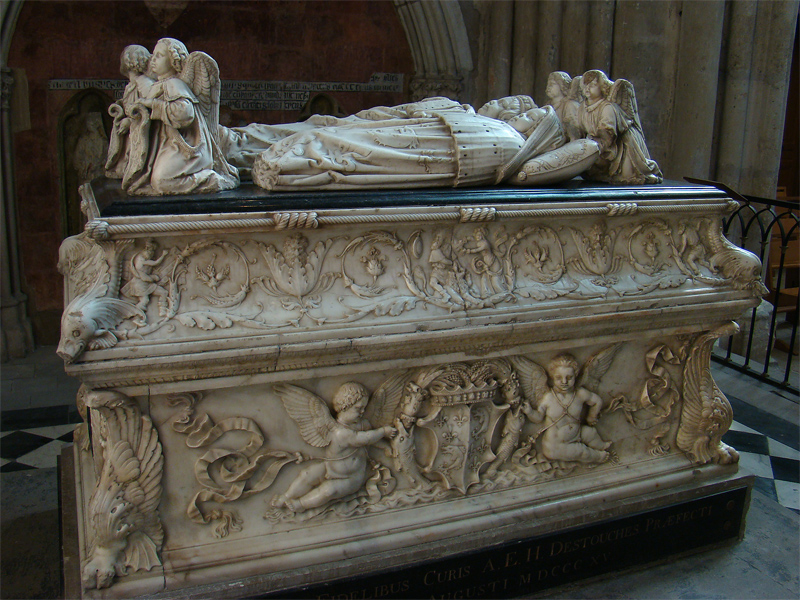
Карл-Орланд в оточенні своїх братів і сестер

Восени 1495 року, коли епідемія кору спалахнула в Турі, Карл VIII (який після повернення з Італії залишився в Ліоні), наказав замкнути дитину в Амбуазі. Але безрезультатно: Карл-Орланд заразився на кір, і незважаючи на зусилля лікарів і молитви ченців, помер 16 грудня 1495. Карл VIII, глибоко розчарований, але лікарі радили, щоб він залишався стійким і життєрадісним, успішно приховуючи свою печаль. Анна піддалася своєму горю так яро, що на час її життя, осуду королеви жахалися. Наступного року по смерті дофіна на світ з'явився його молодший брат і його теж назвали Карлом, але він прожив менше місяця.